# Pheidole dugasi
Pheidole dugasi är en myrart som beskrevs av Auguste-Henri Forel 1911. Pheidole dugasi ingår i släktet Pheidole och familjen myror. Inga underarter finns listade i Catalogue of Life.